# Río Moore
El río Moore es un río del cinturón del trigo (Wheatbelt) de Australia occidental.

## Geografía
Las cabeceras del río Moore se encuentran en las comarcas de Perenjori, Carnamah y Dalwallinu. El río desciende luego hacia el sur a través de Moora, fluye hacia el oeste antes de unirse con el río Moore East cerca de Mogumber y luego fluye en dirección oeste por la Cascada Edengerie, bordeando el límite norte de la Reserva natural del río Moore, a través del barranco de Gingin, desembocando en el Océano Índico en Guilderton.
El río incluye una cuenca que se extiende desde el sur de Three Springs hasta Guilderton. La cuenca tiene un área total de 13.800 kilómetros cuadrados (5.328 millas cuadradas) el 80% de la cual se encuentra talada para permitir el desarrollo agrícola. El área de la cuenca se destina a grandes explotaciones agrícolas (broadacre) pero con una diversificación creciente en horticultura y cultivos leñosos. La desembocadura del río en Guilderton suele secarse durante los meses de verano debido a la insuficiencia de la corriente de agua, generando un banco de arena.
El río tiene otras nueve zonas de cuenca menores y cuenta con varios afluentes y lagos a lo largo de su recorrido. Los niveles de salinidad en la cuenca del río varían de salobre a salada con la excepción del arroyo Gingin que se mantiene dulce durante todo el año.

## Historia
Los Aborígenes se refieren a la parte baja del río como Garban. Fue rebautizado como río Moore en mayo de 1836 por el Cabo Patrick Heffron del 63.er Regimiento de Infantería, en honor del líder de la expedición, George Fletcher Moore, Abogado General. El grupo de exploradores incluía a Moore, Heffron y un aborigen llamado Weenat. Heffron destacó por su participación en la Batalla de Pinjarra en 1834.
El río sufre inundaciones periódicas, rara vez producidas por los ciclones y depresiones tropicales que cruzan la costa más al norte. En 1907, la línea de ferrocarril entre Watheroo y Moora quedó temporalmente clausurada debido a que parte de las vías fueron arrastradas por el río. Hubo más inundaciones en 1917, cuando se registraron 43 mm (1,7 pulgadas) de lluvia en tres horas en Mogumber y precipitaciones similares en las áreas circundantes. Moora volvió a quedar anegado y el servicio de trenes volvió a suspenderse. Las zonas bajas en otras ciudades como Arrino, Three Springs y Coorow también quedaron inundadas.
En 1932 el río se desbordó nuevamente tras las fuertes lluvias en los distritos del Midland. Las vías del ferrocarril fueron socavadas a una profundidad de 9 metros (30 pies), dejando Moora aislado de Perth, tanto por carretera como por ferrocarril. El municipio de Moora quedó sumergido 1 metro (3 pies) bajo el agua y algunas partes de la ciudad tuvieron que ser evacuadas. Como consecuencia de la crecida, se perdieron los cultivos y algunos animales.